# Pierścień odwrotnego mocowania

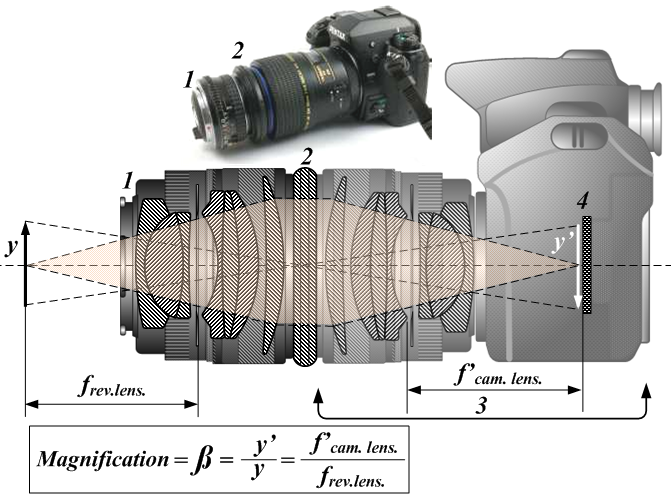
Aparat z odwróconą optyką

Pierścień odwrotnego mocowania – to pierścień umożliwiający fotografowanie z bardzo dużymi powiększeniami (na rysunku obok znaczony jako 2). Metoda ta w fotografii polega na zwiększeniu skali odwzorowania poprzez zastosowanie odwróconego obiektywu, który daje bardzo duże, wręcz mikroskopowe powiększenie.
Tego typu mocowania zakłada się z jednej strony na gwincie filtra obiektywu odwróconego, a z drugiej na aparacie lub innym obiektywie. Rodzaj adaptera zależy od rodzaju obiektywu i aparatu fotograficznego.